# 1920

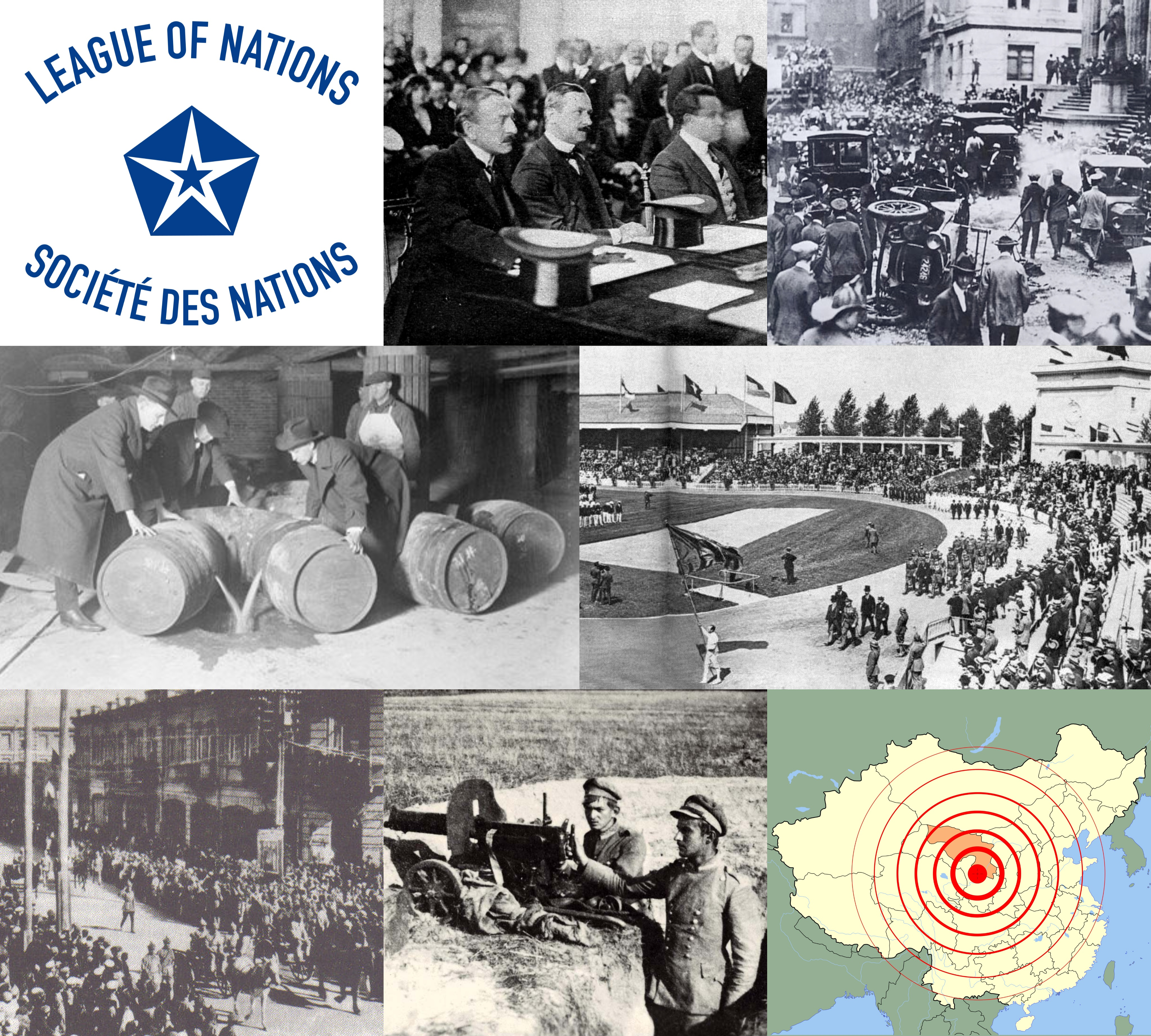

1920 (MCMXX) là một năm nhuận bắt đầu vào Thứ năm của lịch Gregory và là một năm nhuận bắt đầu vào Thứ Tư của lịch Julius, năm thứ 1920 của Công nguyên hay của Anno Domini, the năm thứ 920  của thiên niên kỷ 2, năm thứ 20  của thế kỷ 20, và năm thứ  1   của thập niên 1920. Tính đến đầu năm 1920, lịch Gregory bị lùi sau 13 ngày trước lịch Julius, và vẫn sử dụng ở một số địa phương đến năm 1923. 

## Sự kiện

### Tháng 1
- 10 tháng 1: Thành lập liên minh quốc tế.

### Tháng 2
- 2 tháng 2: Estonia tuyên bố độc lập

### Tháng 4
- 24 tháng 4: Ba Lan Và Ukraina tiến công Nga Xô Viết

### Tháng 5
- 7 tháng 5: Ba Lan đánh chiếm Kiev
- 16 tháng 5: Thụy Sĩ gia nhập liên minh quốc tế
- 26 tháng 5: Xảy ra chiến tranh tại Hồ Nam, Trung Quốc

### Tháng 6
- 12 tháng 6: Hồng quân Nga Xô đánh chiếm Kiev
- 22 tháng 6: Hy Lạp tiến công Thổ Nhĩ Kỳ
- 29 tháng 6: Trung Quốc gia nhập liên minh quốc tế

### Tháng 7
- 12 tháng 7: Tại Trung Quốc, bùng phát chiến tranh Trực Hoàn

### Tháng 8
- 22 tháng 8: Tại Trường Sa, Hồ Nam thành lập hội nghiên cứu Nga

### Tháng 9
- 27 tháng 9: Chính phủ Nga Xô tuyên ngôn đối sách ngoại giao.

### Tháng 10
- 4 tháng 10: Lý Đại Chiêu thành lập tổ chức xã hội chủ nghĩa tại Bắc Kinh
- 12 tháng 10: Nga Xô và Ba Lan đình chiến.

### Tháng 11
- 28 tháng 11: Tại Quảng Châu, Tôn Trung Sơn tổ chức lại quân chính phủ

## Sinh

### Tháng 1

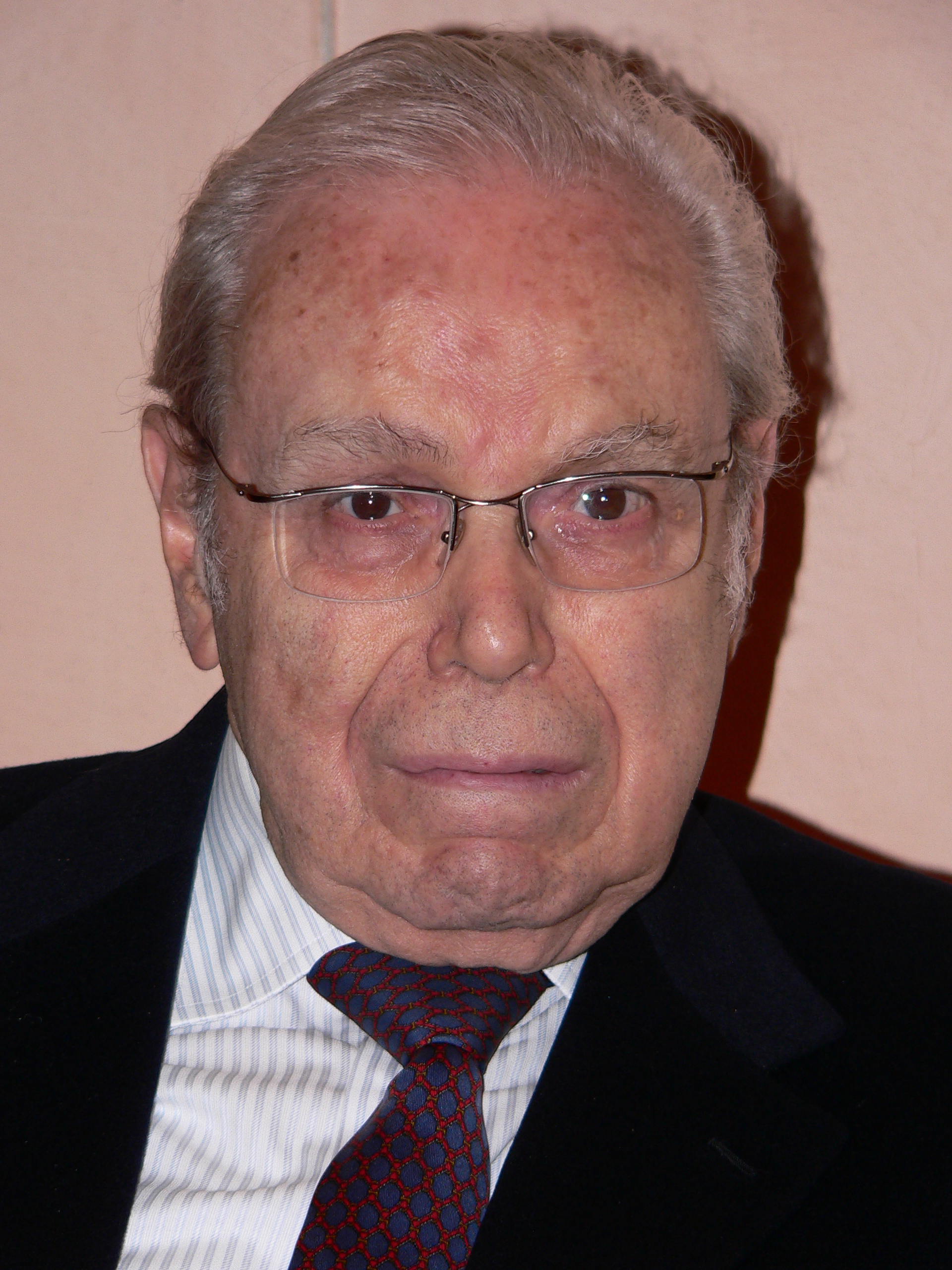
Javier Pérez de Cuéllar

- 14 tháng 1 - Hoàng Tùng (m. 2010), nhà báo Việt Nam
- 15 tháng 1 - Huỳnh Phú Sổ, giáo chủ sáng lập đạo Hòa Hảo (m. 1947)
- 19 tháng 1 - Javier Pérez de Cuéllar, thủ tướng thứ 137 của Peru, Tổng thư ký thứ năm của Liên Hợp Quốc người Peru (m. 2020)
- 20 tháng 1 - Đặng Văn Việt, quân nhân, chính khách người Việt Nam. (m. 2021)
- 23 tháng 1 - Gottfried Böhm, kiến trúc sư người Đức (m. 2021)

### Tháng 2

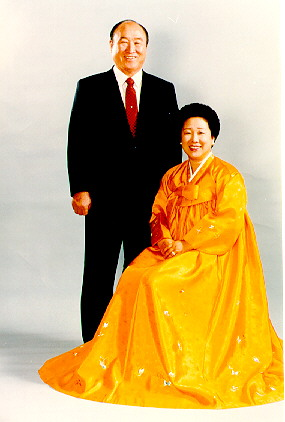
Sun Myung Moon

- 3 tháng 2 - Nhà tâm lý học Hoa Kỳ George Armitage Miller, người tiên phong trong Tâm lý học nhận thức (m. 2012).[1]
- 25 tháng 2 - Sun Myung Moon, lãnh đạo tôn giáo Hàn Quốc (m. 2012)
- 29 tháng 2 - Michèle Morgan, diễn viên người Pháp (m. 2016)

### Tháng 3
- 15 tháng 3 - E. Donnall Thomas, thầy thuốc người Mỹ đã đoạt Giải Nobel Sinh lý và Y khoa năm 1990 (m. 2012)

### Tháng 4 - Tháng 8

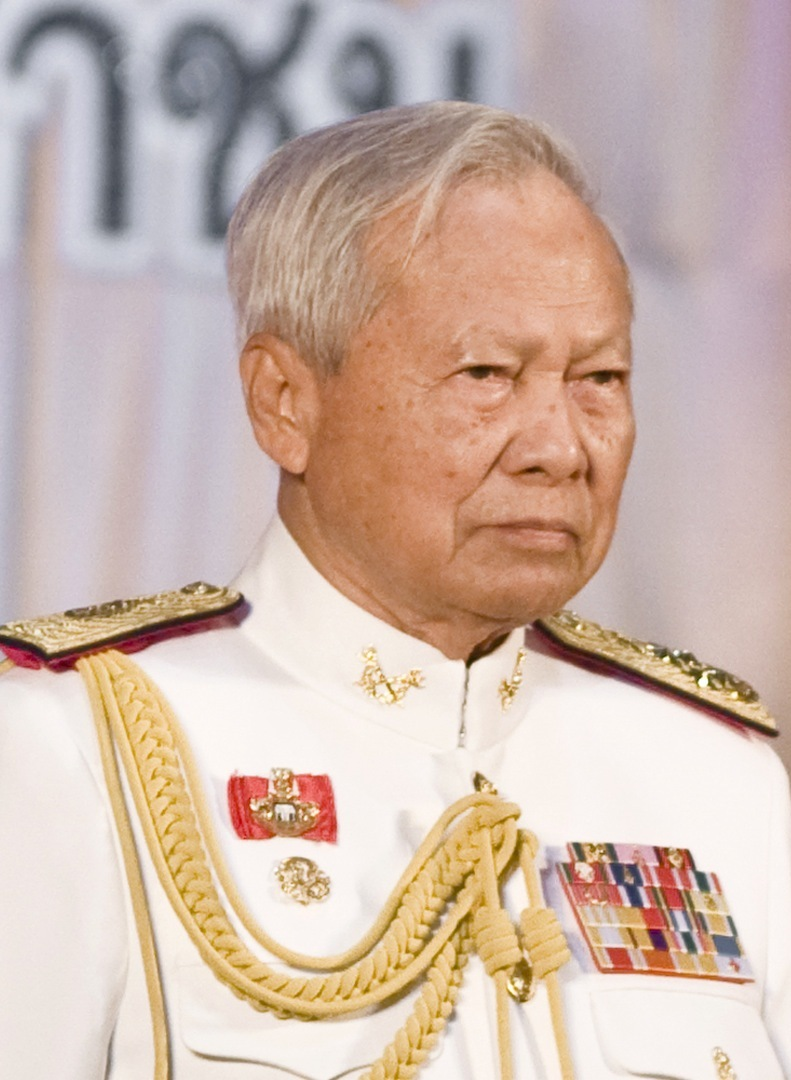
Prem Tinsulanonda

- 7 tháng 4 - Ravi Shankar, nghệ sĩ nhạc cụ Ấn Độ (m. 2012)
- 15 tháng 5 - Nasrallah Pierre Sfeir, hồng y, thượng phụ Công giáo Maronite, trực thuộc Công giáo Rôma, người Liban (m. 2019)
- 17 tháng 6 - Hara Setsuko, diễn viên người Nhật Bản (m. 2015)
- 18 tháng 7 - Zheng Min, là một học giả và nhà thơ hiện đại Trung Quốc (m. 2022)
- 22 tháng 8 - Ray Bradbury, tác giả người Mỹ (m. 2012)
- 26 tháng 8 - Prem Tinsulanonda, thủ tướng thứ 16 của Thái Lan (m. 2019)

### Tháng 9 - Tháng 12

Tô Hoài

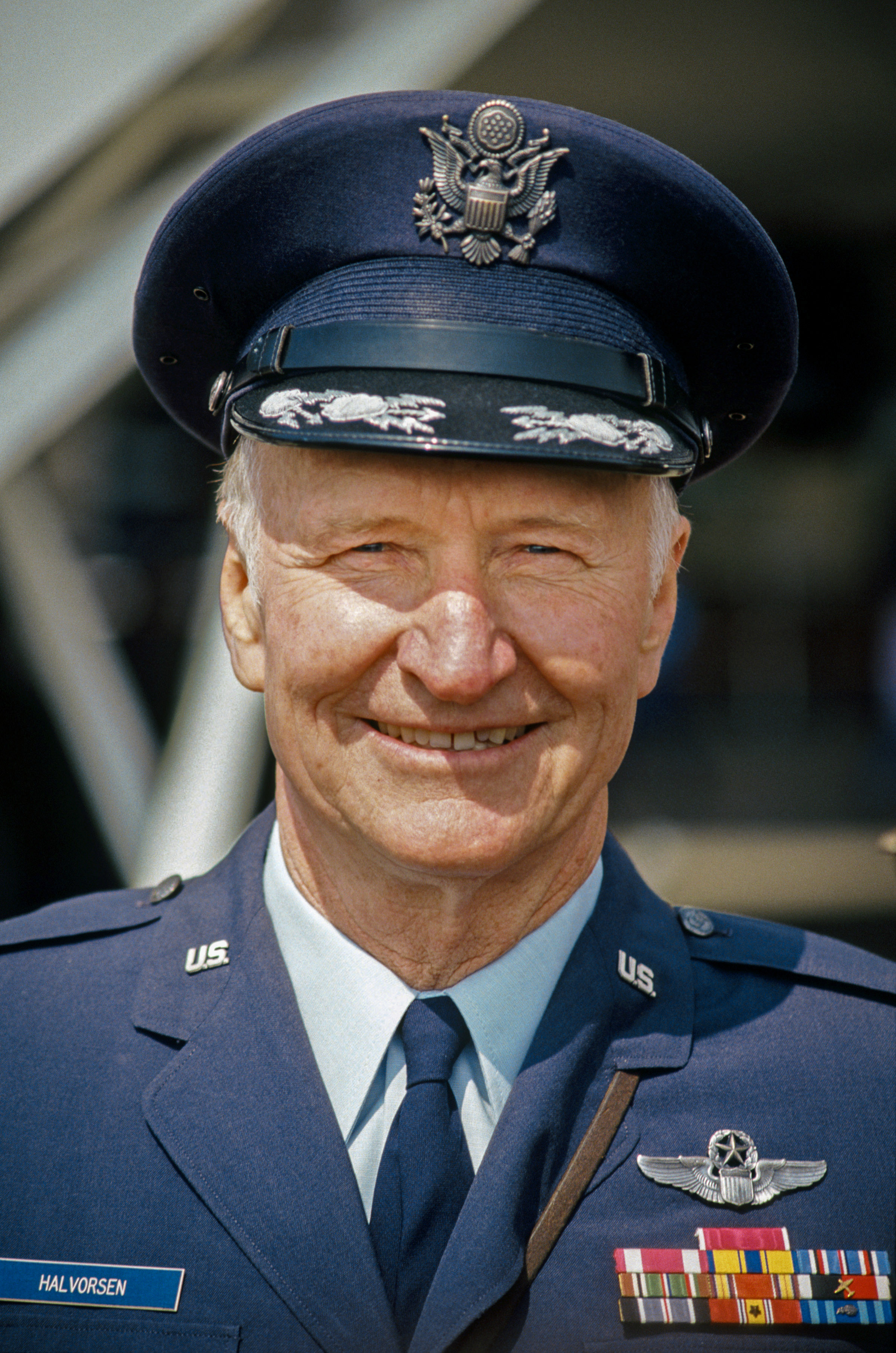
Gail Halvorsen

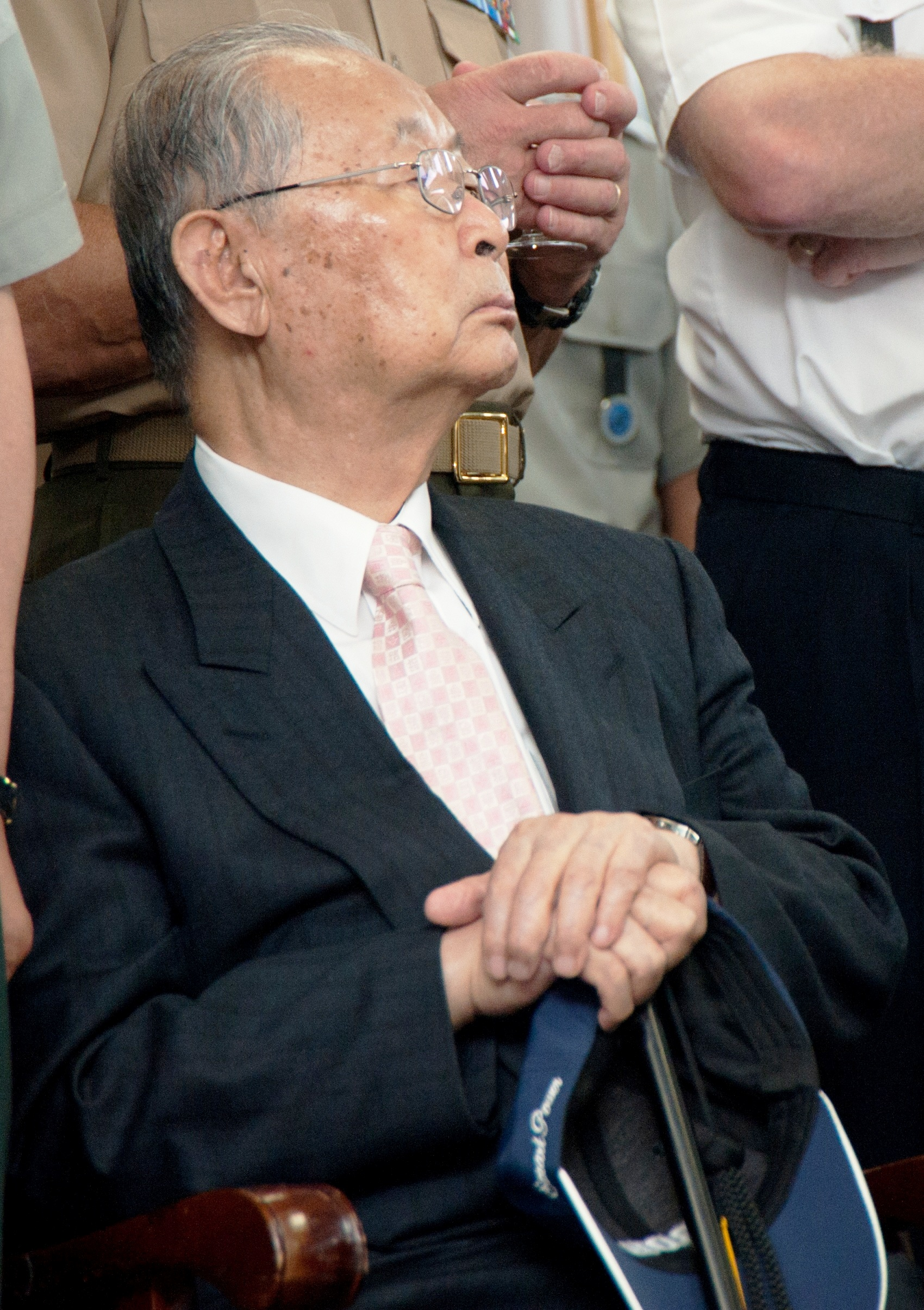
Paik Sun-yup

Lê Đức Anh

- 23 tháng 9 - Mickey Rooney, diễn viên người Mỹ (m. 2014)
- 27 tháng 9 - Tô Hoài, nhà văn Việt Nam (m. 2014)
- 4 tháng 10 - Nhà thơ Tố Hữu (m. 2002)
- 10 tháng 10 - Gail Halvorsen, phi công quân sự Mỹ (m. 2022)
- 16 tháng 11 - Nguyễn Xuân Sanh, là nhà thơ và là một dịch giả Việt Nam. (m. 2020)
- 23 tháng 11 - Paik Sun-yup, sĩ quan quân đội Hàn Quốc (m. 2020)
- 1 tháng 12 - Lê Đức Anh, Chủ tịch nước CHXHCN Việt Nam (m. 2019)

## Mất
- 26 tháng 4 - Srinivasa Ramanujan, nhà toán học người Ấn Độ (s. 1887)
- không rõ - nhà thơ Vũ Công Tự (s. 1855)

## Giải Nobel
- Vật lý - Charles Edouard Guillaume
- Hóa học - Walther Nernst
- Sinh lý học hoặc Y học - Schack August Steenberg Krogh
- Văn học - Knut Hamsun
- Hòa bình - Léon Bourgeois